# Daszek okapowy
Daszek okapowy, inaczej przydaszek lub przydach – wąski dach jednospadowy, mocowany do ściany, charakterystyczny dla architektury drewnianej. W odróżnieniu od sobót, które wsparte są na słupach, daszki okapowe mocowane są na wspornikach. Podstawową funkcją daszka okapowego jest ochrona ściany lub jej części (np. samej belki podwalinowej) przed opadami atmosferycznymi.